# 李恒 (元)
李 恒（り こう、1236年 - 1285年）は、モンゴル帝国に仕えたタングート人将軍の一人。西夏国の王族の末裔で、崖山の戦いを始めとする南宋との戦いで活躍したことで知られる。

## 概要
李恒の先祖は西夏国の王族であり、李恒の曾祖父が西夏国の神宗李遵頊であった。チンギス・カンが西夏国に侵攻した際、李遵頊の子である廃太子李徳任は兀剌海城の守将として抗戦し、遂にモンゴル軍に屈することなく討ち死にした。李徳任の子の李惟忠はこの時僅か7歳で、モンゴル軍に捕らえられてチンギス・カンの弟のジョチ・カサルに献上された。ジョチ・カサルは李惟忠をむしろ側近とすべく養育し、これ以後李惟忠の家系は代々カサル家（カサル・ウルス）に仕えるようになる。ジョチ・カサルが亡くなり息子のイェスンゲが跡を継ぐと、オゴデイの金朝遠征に加わリ山東地方の淄萊（後の般陽路）を投下領として与えられた。イェスンゲは李惟忠を投下領のダルガチに任じ、以後李惟忠の一族は般陽路を根拠地とするようになった。
李惟忠の子の李恒は幼い頃から聡明で、カサル家の王妃自らが我が子のように育てたという。1262年（中統3年）には早くも尚書省のジャルグチに住じられたが、兄にその地位を譲ったという。李璮が反乱を起こした時には父とともに真っ先にクビライに報告を行い、怒った李璮によって獄中に繋がれることになった。李璮の反乱が鎮圧されると李恒も釈放され、その功績を嘉したクビライによって淄萊路アウルク総管に任じられた。李璮の乱後、李璮の率いていた軍団の多くは李恒が接収し、李恒の指揮下で南宋への侵攻に役立てられることになった。
1270年（至元7年）に入ると宣武将軍・益都淄萊新軍万戸に任じられて襄陽の包囲戦に加わった。モンゴル軍はそれまでの失敗を教訓に持久戦で襄陽を攻略する方針を取っており、李恒は城の西側に敵軍の救援を阻むための防塁を築いた。また、南宋の水軍が漢水を渡って襄陽を救援しようとした際には伏兵を設けてこれを撃退したため、水陸両面において襄陽城は外部との連絡を絶たれることになった。1273年（至元10年）に入ると遂に本格的な襄陽城の攻防が始まり、李恒は精鋭を率いて漢水を渡り、まず樊城を攻略した。樊城の陥落によって士気を失った襄陽もほどなく陥落し、クビライは李恒の功績をたたえて明威将軍に任じた。1274年（至元11年）にはバヤンを総司令とする南宋への全面侵攻が始まり、李恒もこれに従軍して東進した。陽羅保では南宋の将軍夏貴の子の夏松が率いる南宋軍がモンゴル軍を迎え撃ち、李恒がこれと戦った。李恒は戦いの最中に流れ矢を額に受けるという重傷を負い、バヤンから退却を勧められるも戦いを続け、遂に南宋軍を打ち破ることに成功した。
1275年（至元12年）には南宋の将軍高世傑らがモンゴル軍が占領した漢州・沔州を狙い、これを撃退するため李恒が鄂州に派遣された。この時、現地の豪民に率いられた盗賊の招撫も行い、数十万人を投降させている。続いて江陵・常徳などの地を守り、今度は湖南地方の平定に従事するようになった。湖南への進出はモンゴル軍伝統の左翼・右翼・中軍の3軍編成で行われ、李恒は「左副都元帥」として隆興出征都元帥スルドタイとともに江西に進出することになった。江西方面では南宋の将文天祥が頑強に抵抗を続けており、李恒と文天祥は現在の江西と福建の境界線あたりで一進一退の攻防を繰り広げた。ある時、文天祥の先祖代々は吉州にあるので、兵を派遣してこれを暴くと脅せば投降するだろうと進言する者がいたが、李恒は「どうして人の墓を暴くのに理があろうか」と一蹴したという逸話が残されている。李恒は贛州を包囲する文天祥を精鋭を率いて撃破し、20万あまりの兵隊を出す大勝利を挙げた。敗走して福建方面に逃れる文天祥に対し、諸将はこれを追撃することを主張したが、李恒はこのまま追撃しても文天祥は今度は海沿いに広東まで逃れるであろうことを指摘し、先に広東方面を抑えて逃げ道を絶つ方策をとった。李恒の策によって逃げ道を失った文天祥ら南宋残党は崖山に逃れたが、李恒と張弘範らの攻撃によって遂に壊滅した（崖山の戦い）。
1280年（至元17年）には中書左丞となったが、2年後の1282年（至元19年）には軍職を退くことを請い、長男を後継者として万人隊長の地位を継承させた。ただし、これ以後も完全に引退したわけではなく、占城（チャンパ王国）出兵の際には命を受けて補給を担当した。さらにその後、李恒は鎮南王トガンを総司令とする交趾（陳朝）遠征に従軍するよう命じられ、遠征先で李恒は王宮を占領し交趾の世子を捕虜とする功績を挙げた。ところが交趾の酷暑によってモンゴル軍に疫病が広がり、交趾の反撃を受けたモンゴル軍は遂に敗走してしまった。その道中、李恒は膝に毒矢を受けてしまい、兵卒に運ばれて思明州まで逃れることはできたものの、その地で50歳にして亡くなった。